# Francisco Prisco de Sousa Paraíso (filho)
Francisco Prisco de Sousa Paraíso (Cachoeira, 6 de maio de 1874 – ) foi um político e professor brasileiro, signatário da Constituição Federal de 1934. Seu pai, também Francisco Prisco de Sousa Paraíso, foi ministro da Justiça, de 1883 a 1884, no gabinete Lafayette Rodrigues Pereira e conselheiro do Estado.
Francisco começou seus estudos no Rio de Janeiro, no Colégio Abílio, e os concluiu na Bahia, no Colégio Manuel Florêncio. Em 1894 concluiu, na Faculdade da Bahia, sua formação em direito, curso que havia começado em 1890 na Faculdade de Direito de Recife.
Francisco começou a carreira política como deputado estadual da Bahia em 1899. Foi, então, secretário do Interior, Justiça e Instrução Pública, deputado federal da Bahia, e deputado federal constituinte.
Além de político, Prisco foi professor catedrático do Ginásio da Bahia e do Ginásio Ipiranga. Foi, também, membro do Instituto Histórico e Geográfico da Bahia.
Foi casado com Helena Oliveira de Sousa Paraíso.

## Carreira Política[3]
- 1889 a 1900: Deputado estadual da Bahia,;
- 1900 a 1904: Secretário do Interior, Justiça e Instrução Pública no governo de Severino Vieira;
- 1904 a 1905: Deputado federal pela Bahia;
- 1906 a 1908: Deputado federal pela Bahia;
- 1915 a 1917: Deputado federal pela Bahia;
- 1928 a 1930: Secretário do Interior, Justiça e Instrução Pública no governo de Vital Soares e, posteriormente, Frederico Costa;
- Outubro de 1930: Secretaria de Polícia e Segurança Pública no governo de Frederico Costa;
- 1933 a 1935: Deputado federal constituinte pela Bahia;
- 1935 a 1937: Deputado federal pela Bahia.